# Црвена светла
Црвена светла (енгл. Red Lights) је натприродни трилер из 2012. године и трећи дугометражни филм Родрига Кортеза.

## Радња
Угледни психолог Маргарет Матесон и њен асистент Том Бакли се баве проучавањем најразличитијих метафизичких феномена, са циљем да разоткрију трикове којима се служе лажни исцелитељи, видовњаци, медији, заједно са својим помагачима, како би варали наивне.
За Тома су највећи изазов и опсесија постали проучавање Сајмона Силвера, слепог видовњака, који се после енигматичног тридесетогодишњег одсуства, после мистериозне смрти његовог највећег критичара. Међутим, како се Том приближавао Силверу, тензија су расле, до те мере, да је његов поглед на свет почео да се мења из корена.